# Dautmergen
Dautmergen è un comune tedesco di 450 abitanti,, situato nel land del Baden-Württemberg.